# Pośrednia Śnieżna Kopa
Pośrednia Śnieżna Kopa (słow. Prostredná Snežná kopa, 2322 m) – jedna z trzech Śnieżnych Kop w głównej grani Tatr Wysokich w ich słowackiej części. Od położonej po północno-zachodniej stronie Małej Śnieżnej Kopy oddziela ją przełęcz Niżnia Śnieżna Ławka, od położonej po południowo-wschodniej stronie Hrubej Średniej Kopy przełęcz Wyżnia Śnieżna Ławka.
Na południe, do Żelaznej Kotliny Pośrednia Śnieżna Kopa opada ścianą o 100-metrowej wysokości, z obydwu stron ograniczoną żlebami z przełęczy. Ku północy, do Doliny Kaczej ze szczytu opada żebro, którego różnica wysokości wynosi około 400 m. Orograficznie lewa krawędź najwyższej części tego żebra jest do Kaczego Zlebu poderwana ścianą powstała po olbrzymim, niedawnym obrywie. Około 100 m poniżej wierzchołka żebro rozdziela się. Jego orograficznie prawa odnoga tworzy ograniczenie Śnieżnej Galerii.

## Drogi wspinaczkowe
1. Grań ze Wschodnich na Zachodnie Żelazne Wrota; maksymalne trudności IV, czas przejścia 1 godz.
2. Północnym żlebem, drogą Żuławskiego; III, miejsce IV, z Kaczego Żlebu 2 godz.
3. Północnym żlebem, drogą Rajtara; III, miejsce IV, z Kaczego Żlebu 2 godz.
4. Północno-wschodnią ścianą; V, 1 godz.
5. Południową ścianą; IV, 3 godz.
6. Południowo-zachodnim żebrem; I, 30 min (w zejściu)[2].

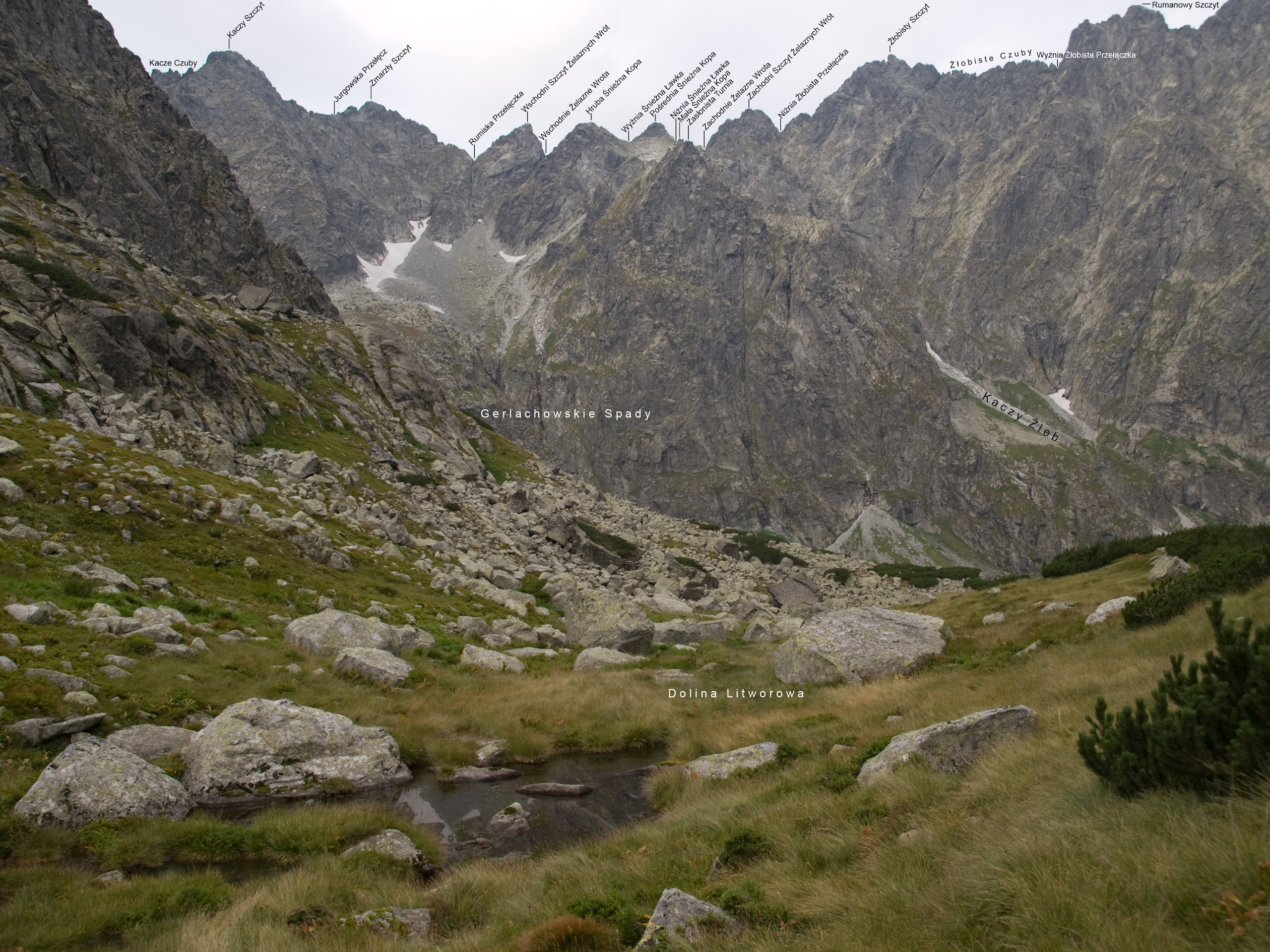
Widok od północy